# إيلا هندرسون
غابرييلا ميشيل «إيلا» هندرسون (بالإنجليزية: Gabriella Michelle "Ella" Henderson)‏ هي مغنية وكاتبة أغاني بريطانية ولدت في يوم 12 يناير 1996 في قرية تيتني في لنكولنشاير في إنجلترا في المملكة المتحدة، شاركت في برنامج ذا إكس فاكتور في موسمه التاسع في سنة 2012 وإحتلت المركز السادس فيه، وثم وقعت عقد مع شركة سايكو ميوزك، أغانيها Glow و Yours و Mirror Man حققت نسبة مبيع عالية في الولايات المتحدة والمملكة المتحدة وأستراليا ونيوزيلندا، وهي من أب اسكتلندي وأم إنجليزية.

## وصلات خارجية
- إيلا هندرسون على موقع IMDb (الإنجليزية)
- إيلا هندرسون على موقع ميوزك برينز (الإنجليزية)
- إيلا هندرسون على موقع أول ميوزيك (الإنجليزية)
- إيلا هندرسون على موقع ديسكوغز (الإنجليزية)
- إيلا هندرسون على موقع قاعدة بيانات الفيلم (الإنجليزية)
- الموقع الرسمي